# Großer Preis von Großbritannien 1969
Der Große Preis von Großbritannien 1969 (offiziell LV Grand Prix de France) fand am 19. Juli auf dem Silverstone Circuit in Silverstone statt und war das sechste Rennen der Automobil-Weltmeisterschaft 1969.

## Berichte

### Hintergrund

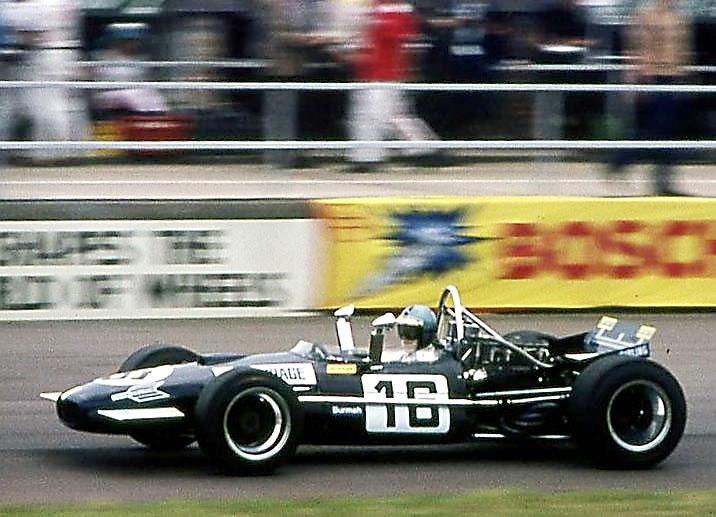
Piers Courage im Brabham BT26A

Die Entwicklung allradgetriebener Formel-1-Wagen erreichte ihren Höhepunkt. Vier solcher Fahrzeuge wurden zum Großen Preis von Großbritannien gemeldet, und zwar zwei Lotus 63, ein Matra MS84 sowie ein McLaren M9A. Die Besetzung dieser Fahrzeuge wechselte allerdings im Laufe des Wochenendes mehrfach, da kaum ein Fahrer mit dem Fahrverhalten und den Trainingsergebnissen der Wagen zufrieden war.
Das B.R.M.-Werksteam Owen Racing Organisation, das den Großen Preis von Frankreich zwei Wochen zuvor wegen Unstimmigkeiten innerhalb des Unternehmens ausgelassen hatte, kehrte mit Tim Parnell als neuem Teammanager nach einigen Umstrukturierungen zurück. Unter anderem war das Privatteam Reg Parnell Racing, das die ersten drei WM-Läufe dieser Saison mit B.R.M.-Fahrzeugen bestritten hatte, aufgelöst worden. Der dadurch freigestellte Fahrer Pedro Rodríguez besetzte nun ein zweites Ferrari-Cockpit neben Chris Amon. Der inzwischen modifizierte BRM P139 wurde für John Surtees gemeldet, während sein Teamkollege Jackie Oliver weiterhin den P133 pilotierte.
Jack Brabham musste weiterhin verletzungsbedingt pausieren. Die geplante Vertretung durch Dan Gurney scheiterte kurzfristig, sodass Jacky Ickx den einzigen Werks-Brabham fuhr.
Der Privatfahrer Joakim Bonnier trat erstmals in dieser Saison an.

### Training
Jackie Stewart, der die Weltmeisterschaftswertung mit großem Abstand anführte, ging als Favorit in das Rennwochenende. Im Samstags-Training hatte er allerdings einen heftigen Unfall, bei dem sein Wagen stark beschädigt wurde. Daraufhin übernahm er für den Rest des Wochenendes den Wagen seines Teamkollegen Jean-Pierre Beltoise, sodass dieser sich mit dem unausgereiften Allradfahrzeug MS84 begnügen musste.
Jochen Rindt fuhr die schnellste Trainingszeit vor Stewart und Denis Hulme. Jacky Ickx und Amon qualifizierten sich für die zweite Startreihe, sodass fünf unterschiedliche Fahrzeuge auf den ersten fünf Startplätzen vertreten waren.
Der amtierende Weltmeister Graham Hill qualifizierte sich nur für die zwölfte Startposition und bestand darauf, mit einem heckgetriebenen Lotus 49 ins Rennen zu gehen. Da das Werksteam jedoch ausschließlich den Lotus 63 für ihn vorgesehen hatte, wurde der mit einem privaten Lotus 49 antretende Bonnier überredet, seinen Wagen gegen Hills Allradfahrzeug zu tauschen.

### Rennen
Stewart ging in Führung, konnte die Dominanz des zurückliegenden Frankreich-GP allerdings zunächst nicht wiederholen, da ihm Rindt diesmal über weite Teile des Rennens ebenbürtig war. Rindt verlor erst gegen Ende durch einen unplanmäßigen Boxenstopp den Anschluss, sodass Stewart letztendlich doch wieder unangefochten mit einer Runde Vorsprung vor Ickx und Bruce McLaren lag und seinen fünften Sieg im sechsten Lauf erzielte.

## Meldeliste
| Team                          | Nr. | Fahrer               | Chassis            | Motor                    | Reifen |
| ----------------------------- | --- | -------------------- | ------------------ | ------------------------ | ------ |
| Gold Leaf Team Lotus          | 1   | Graham Hill          | Lotus 49B          | Ford Cosworth DFV 3.0 V8 | F      |
| Gold Leaf Team Lotus          | 1   | Graham Hill          | Lotus 63           | Ford Cosworth DFV 3.0 V8 | F      |
| Gold Leaf Team Lotus          | 2   | Jochen Rindt         | Lotus 49B          | Ford Cosworth DFV 3.0 V8 | F      |
| Gold Leaf Team Lotus          | 9   | John Miles           | Lotus 63           | Ford Cosworth DFV 3.0 V8 | F      |
| Matra International (Tyrrell) | 30  | Jackie Stewart       | Matra MS84         | Ford Cosworth DFV 3.0 V8 | D      |
| Matra International (Tyrrell) | 3   | Jackie Stewart       | Matra MS80         | Ford Cosworth DFV 3.0 V8 | D      |
| Matra International (Tyrrell) | 4   | Jean-Pierre Beltoise | Matra MS84         | Ford Cosworth DFV 3.0 V8 | D      |
| Matra International (Tyrrell) | 4   | Jean-Pierre Beltoise | Matra MS80         | Ford Cosworth DFV 3.0 V8 | D      |
| Bruce McLaren Motor Racing    | 5   | Denis Hulme          | McLaren M7A        | Ford Cosworth DFV 3.0 V8 | G      |
| Bruce McLaren Motor Racing    | 6   | Bruce McLaren        | McLaren M7C        | Ford Cosworth DFV 3.0 V8 | G      |
| Bruce McLaren Motor Racing    | 20  | Derek Bell           | McLaren M9A        | Ford Cosworth DFV 3.0 V8 | G      |
| Motor Racing Developments     | 7   | Jacky Ickx           | Brabham BT26A      | Ford Cosworth DFV 3.0 V8 | G      |
| Rob Walker Racing Team        | 10  | Jo Siffert           | Lotus 49B          | Ford Cosworth DFV 3.0 V8 | F      |
| Scuderia Ferrari SpA SEFAC    | 11  | Chris Amon           | Ferrari 312 (1969) | Ferrari 255C 3.0 V12     | F      |
| Scuderia Ferrari SpA SEFAC    | 12  | Pedro Rodríguez      | Ferrari 312 (1968) | Ferrari 255C 3.0 V12     | F      |
| Owen Racing Organisation      | 14  | John Surtees         | BRM P139           | BRM P142 3.0 V12         | D      |
| Owen Racing Organisation      | 15  | Jackie Oliver        | BRM P133           | BRM P142 3.0 V12         | D      |
| Frank Williams Racing Cars    | 16  | Piers Courage        | Brabham BT26A      | Ford Cosworth DFV 3.0 V8 | D      |
| Ecurie Bonnier                | 18  | Joakim Bonnier       | Lotus 49B          | Ford Cosworth DFV 3.0 V8 | F      |
| Ecurie Bonnier                | 18  | Joakim Bonnier       | Lotus 63           | Ford Cosworth DFV 3.0 V8 | F      |
| Antique Automobiles           | 19  | Vic Elford           | McLaren M7A        | Ford Cosworth DFV 3.0 V8 | G      |

Anmerkungen
1. 1 2  Hill und Bonnier tauschten nach dem Training ihre Autos, sodass Hill das Rennen mit Bonniers Lotus 49B bestritt und Bonnier den eigentlich für Hill gemeldeten Lotus 63 fuhr.
2. 1 2  Stewart fuhr den Matra MS84 mit der Startnummer 30 nur im ersten Training. Nach einem Unfall im zweiten Training, bei dem der ebenfalls für ihn gemeldete MS80 beschädigt worden war, benutzte er fortan den MS80 seines Teamkollegen Beltoise.
3. ↑  Beltoise fuhr den Matra MS80 nur im Training, überließ ihn danach seinem Teamkollegen Stewart und bestritt die entscheidende Qualifikationsrunde sowie das Rennen mit dem MS84.

## Klassifikationen

### Startaufstellung
| Pos. | Fahrer               | Konstrukteur | Zeit   | Ø-Geschwindigkeit | Start |
| ---- | -------------------- | ------------ | ------ | ----------------- | ----- |
| 01   | Jochen Rindt         | Lotus-Ford   | 1:20,8 | 209,896 km/h      | 01    |
| 02   | Jackie Stewart       | Matra-Ford   | 1:21,2 | 208,862 km/h      | 02    |
| 03   | Denis Hulme          | McLaren-Ford | 1:21,5 | 208,093 km/h      | 03    |
| 04   | Jacky Ickx           | Brabham-Ford | 1:21,6 | 207,838 km/h      | 04    |
| 05   | Chris Amon           | Ferrari      | 1:21,9 | 207,077 km/h      | 05    |
| 06   | John Surtees         | B.R.M.       | 1:22,1 | 206,572 km/h      | 06    |
| 07   | Bruce McLaren        | McLaren-Ford | 1:22,6 | 205,322 km/h      | 07    |
| 08   | Pedro Rodríguez      | Ferrari      | 1:22,6 | 205,322 km/h      | 08    |
| 09   | Jo Siffert           | Lotus-Ford   | 1:22,7 | 205,074 km/h      | 09    |
| 10   | Piers Courage        | Brabham-Ford | 1:22,9 | 204,579 km/h      | 10    |
| 11   | Vic Elford           | McLaren-Ford | 1:23,3 | 203,597 km/h      | 11    |
| 12   | Graham Hill          | Lotus-Ford   | 1:23,6 | 202,866 km/h      | 12    |
| 13   | Jackie Oliver        | B.R.M.       | 1:23,7 | 202,624 km/h      | 13    |
| 14   | John Miles           | Lotus-Ford   | 1:25,1 | 199,290 km/h      | 14    |
| 15   | Derek Bell           | McLaren-Ford | 1:26,1 | 196,976 km/h      | 15    |
| 16   | Joakim Bonnier       | Lotus-Ford   | 1:28,2 | 192,286 km/h      | 16    |
| 17   | Jean-Pierre Beltoise | Matra-Ford   | 1:31,2 | 185,961 km/h      | 17    |

### Rennen
| Pos. | Fahrer               | Konstrukteur | Runden | Stopps | Zeit       | Start | Schnellste Runde |
| ---- | -------------------- | ------------ | ------ | ------ | ---------- | ----- | ---------------- |
| 01   | Jackie Stewart       | Matra-Ford   | 84     | 0      | 1:55:55,6  | 02    | 1:21,3 (57.)     |
| 02   | Jacky Ickx           | Brabham-Ford | 83     | 0      | + 1 Runde  | 04    | 1:23,0           |
| 03   | Bruce McLaren        | McLaren-Ford | 83     | 0      | + 1 Runde  | 07    | 1:23,0           |
| 04   | Jochen Rindt         | Lotus-Ford   | 83     | 1      | + 1 Runde  | 01    | 1:21,4           |
| 05   | Piers Courage        | Brabham-Ford | 83     | 0      | + 1 Runde  | 10    | 1:23,6           |
| 06   | Vic Elford           | McLaren-Ford | 82     | 0      | + 2 Runden | 11    | 1:24,4           |
| 07   | Graham Hill          | Lotus-Ford   | 82     | 1      | + 2 Runden | 12    | 1:23,4           |
| 08   | Jo Siffert           | Lotus-Ford   | 81     | 1      | + 3 Runden | 09    | 1:23,7           |
| 09   | Jean-Pierre Beltoise | Matra-Ford   | 78     | 0      | + 6 Runden | 17    | 1:27,1           |
| 10   | John Miles           | Lotus-Ford   | 75     | 0      | + 9 Runden | 14    | 1:24,7           |
| –    | Pedro Rodríguez      | Ferrari      | 61     | 0      | DNF        | 08    | 1:23,5           |
| –    | Chris Amon           | Ferrari      | 45     | 0      | DNF        | 05    | 1:23,8           |
| –    | Denis Hulme          | McLaren-Ford | 27     | 0      | DNF        | 03    | 1:23,4           |
| –    | Jackie Oliver        | B.R.M.       | 19     | 0      | DNF        | 13    | 1:26,1           |
| –    | Joakim Bonnier       | Lotus-Ford   | 6      | 0      | DNF        | 16    | 1:29,1           |
| –    | Derek Bell           | McLaren-Ford | 5      | 0      | DNF        | 15    | 1:27,3           |
| –    | John Surtees         | B.R.M.       | 1      | 0      | DNF        | 06    | 3:14,7           |

## WM-Stände nach dem Rennen
Die ersten sechs des Rennens bekamen 9, 6, 4, 3, 2, 1 Punkt(e). Die besten fünf Ergebnisse der ersten sechs und die besten vier der letzten fünf Rennen zählten zur Meisterschaft. In der Konstrukteurswertung zählten dabei nur die Punkte des bestplatzierten Fahrers eines Teams.

### Fahrerwertung
| Pos. | Fahrer               | Konstrukteur                   | Punkte |
| ---- | -------------------- | ------------------------------ | ------ |
| 01   | Jackie Stewart       | Matra-Ford                     | 45     |
| 02   | Bruce McLaren        | McLaren-Ford                   | 17     |
| 03   | Graham Hill          | Lotus-Ford                     | 16     |
| 04   | Joseph Siffert       | Lotus-Ford                     | 13     |
| 05   | Jacky Ickx           | Brabham-Ford                   | 13     |
| 06   | Jean-Pierre Beltoise | Matra-Ford                     | 11     |
| 07   | Denis Hulme          | McLaren-Ford                   | 11     |
| 08   | Piers Courage        | Brabham-Ford                   | 8      |
| 09   | Chris Amon           | Ferrari                        | 4      |
| 10   | Jochen Rindt         | Lotus-Ford                     | 3      |
| 11   | Richard Attwood      | Lotus-Ford                     | 3      |
| 12   | Vic Elford           | McLaren-Ford / Cooper-Maserati | 3      |
| 13   | John Surtees         | B.R.M.                         | 2      |

| Pos. | Fahrer           | Konstrukteur  | Punkte |
| ---- | ---------------- | ------------- | ------ |
| 14   | Jack Brabham     | Brabham-Ford  | 1      |
| 15   | Jackie Oliver    | B.R.M.        | 0      |
| 16   | Silvio Moser     | Brabham-Ford  | 0      |
| 17   | Sam Tingle       | Brabham-Repco | 0      |
| 18   | John Miles       | Lotus-Ford    | 0      |
| –    | Peter de Klerk   | Brabham-Repco | 0      |
| –    | Pedro Rodríguez  | B.R.M.        | 0      |
| –    | Mario Andretti   | Lotus-Ford    | 0      |
| –    | John Love        | Lotus-Ford    | 0      |
| –    | Basil van Rooyen | McLaren-Ford  | 0      |
| –    | Joakim Bonnier   | Lotus-Ford    | 0      |
| –    | Derek Bell       | McLaren-Ford  | 0      |

### Konstrukteurswertung
| Pos. | Konstrukteur | Punkte  |
| ---- | ------------ | ------- |
| 01   | Matra-Ford   | 45      |
| 03   | Lotus-Ford   | 25      |
| 02   | McLaren-Ford | 20 (22) |
| 04   | Brabham-Ford | 19      |

| Pos. | Konstrukteur    | Punkte |
| ---- | --------------- | ------ |
| 05   | Ferrari         | 4      |
| 06   | B.R.M.          | 2      |
| 07   | Cooper-Maserati | 0      |
| 08   | Brabham-Repco   | 0      |